# David Serrada Pariente
David Serrada Pariente, né le 3 décembre 1977, est un homme politique espagnol membre du Parti socialiste ouvrier espagnol (PSOE).
Il est élu député de la circonscription de Salamanque lors des élections générales de décembre 2015.

## Biographie

### Vie privée
Né à Valladolid, il vit dans différentes villes du fait des obligations professionnelles de son père, avant que la famille ne s'installe à Salamanque en 1985. Divorcé, il est père de deux filles.

### Études et profession
Réalisant ses études supérieures à l'université de Salamanque, il obtient une maîtrise en sociologie et suit une formation doctorante. Expert en science politique et droit constitutionnel du Centre des Études politiques et constitutionnelles, il complète sa formation par l'obtention d'un master en méthodes de statistiques avancées. Il travaille en tant que technicien dans le développement de projets et enseigne à l'université de Salamanque au poste de professeur associé. Il est également fonctionnaire de la mairie de Salamanque. Il s'inscrit aux Jeunesses socialistes puis au PSOE lors de ses études.

### Député au Congrès
Membre du parlement interne au Parti socialiste de Castille-et-León et vice-secrétaire général du PSOE dans la province de Salamanque,, il affronte Soledad Murillo dans le cadre des primaires internes visant à désigner le candidat tête de liste pour les élections générales de décembre 2015 dans la circonscription de Salamanque. Investi par le parti après s'être imposé 304 voix face aux 216 soutiens de Murillo,, sa liste remporte 21,77 % des voix et un des quatre sièges en jeu dans la circonscription. Élu au Congrès des députés, il intègre la commission de l'Étude du changement climatique. Il est également choisi pour devenir porte-parole adjoint des socialistes à la commission de l'Intérieur.
Candidat à un nouveau mandat lors du scrutin parlementaire anticipé de juin 2016,, il obtient 21,36 % des voix et conserve son siège. Alors confirmé dans ses précédentes responsabilités, il devient porte-parole titulaire à la commission de la Coopération internationale pour le Développement, en remplacement de Susana Sumelzo, lorsque la direction provisoire du PSOE, présidée par Javier Fernández, est constituée en novembre 2016, à la suite de la démission de Pedro Sánchez. Après le retour de Sánchez au secrétariat général du parti à l'occasion du 39e congrès fédéral, en juillet 2017, il est promu porte-parole titulaire à la commission de l'Intérieur, en substitution d'Antonio Trevín,. Il devient membre suppléant de la députation permanente en juin 2018 après la réorganisation du groupe parlementaire consécutive à la formation du gouvernement Sánchez I.